# 根津氏
禰津氏（ねつし）は、日本の氏族のひとつ。禰津氏、祢津氏とも表記される。
信濃国小県郡禰津（現長野県東御市祢津周辺）を本貫地とした武家の氏族。「禰津」の記載が一番多いが、現代では「祢津」の苗字が一番多い。

## 出自
信濃国の名族滋野氏の嫡流滋野重道の二男である道直が根津（ねつ）を名乗ったのが始まりとされ、滋野氏を出自とする諸族の中でも海野氏・望月氏と並び、滋野三家と呼ばれ平安末期より信濃国小県郡から上野国吾妻郡一帯まで広大な勢力を誇った。
代々の婚姻関係を通じて諏訪氏との結びつきも強く、2代目根津貞直が諏訪氏の猶子となって以降、代々諏訪神党にも所属し緊密な関係を築いた。
また、鷹をつかう武勇の一族であったことでも知られており、根津貞直を始祖とする鷹匠最大流派「根津・諏訪流鷹匠」としても有名である。
また近年の研究では真田氏は、根津氏の支族であった可能性が高いといわれている。

## 概要
滋野氏は、小県郡に起こり代々信濃御牧の牧監として力を蓄え、佐久郡や上野国にも勢力を伸張していった。
その滋野氏一族である根津氏は、平安期より信濃国十六御牧であり、滋野氏発祥地である楢原・新張牧を支配し、勢力を蓄えていったものと思われる。
居館
祢津古御館、宮入御館。
居城
祢津城（上の城、下の城）、矢立城、大石城、別府城、柴生田城、鷲尾城その他。
祢津城 - 現在の長野県東御市にあった根津氏代々の居城。尾根の先端に主郭を置き、尾根続きに曲輪を連ねていくタイプの山城。山麓部を囲い込むように長大な二重竪堀が設けられ、その内側に登り石垣状の遺構があるが、この二重竪堀・石垣遺構は武田氏が根津氏を従えた後の改修とされる。
菩提寺
定津院（1449年開創）。
代々当主は「小次郎」や「神平」を名乗ったとされる。これは滋野三家の中で嫡流とされる海野氏が、代々「小太郎」と名乗ったものにちなみ、次男家である根津氏が「小次郎」と名乗ったものであると思われる。また神平（しんぺい、じんぺい）は猶子である諏訪氏一門（神党）内の呼称であると思われる。ちなみに三男家である望月氏は代々「三郎」を名乗っている。
また、滋野三家は非常に緊密な一体感をもっており、様々な時代の流れの中でも一族が分かれ戦うことが非常に少なかったことでも知られている。

## 平安・鎌倉・南北朝期
根津氏は滋野三家の中でも、とりわけ武勇に優れたものが多く、各年代軍記物語等での記載がある。平安期には、初代根津神平道直が平安時代末期の保元の乱・平治の乱で源義朝に従い活躍した記載があり、源平合戦（治承・寿永の乱）では、源義仲の挙兵に際し、香坂（高坂）氏の祖となった根津次郎貞行、根津三郎信貞が随伴し横田河原の戦いに参戦した。
また、1190年の源頼朝上洛の際には二代当主貞直の嫡子と思われる根津次郎宗直・小次郎宗道が活躍したことや承久の乱にも根津三郎が参陣したことなどが『吾妻鏡』などにも記載されている。また、次郎宗直は鷹匠としてもその名を馳せ、功績がみとめられ美濃守にも任官している。建治元年（1275年）5月六条八幡新宮の造営費用が全国の御家人に求められると、根津氏庶流の浦野三郎跡、春日刑部丞跡がそれぞれ7貫文を納めた。
鎌倉幕府滅亡後の中先代の乱では北条時行を擁して諏訪氏、海野氏、望月氏とともに挙兵した。南北朝時代には、祢津助頼(祢津掃部助)や祢津時直(祢津越中守)らが新田義貞に属して延元3年/暦応元年 (1338年) の越前国藤島の戦いに参戦した。
また、観応元年（1350年）に起こった観応の擾乱では、祢津行貞(祢津小次郎)、祢津宗貞(祢津孫次郎)が足利直義方として上杉憲顕麾下で戦い、そののちに足利義詮に出仕している。『太平記』では「根津小次郎」が「武勇すぐれたるもの」として登場し、笛吹峠の戦いで顔に刀傷を付け大胆にも敵将である足利尊氏の首を狙い、本陣内に突入し「あわや」という豪快な逸話が描かれている。
宗貞は信濃国における南朝方かつ足利直義派の主将であった諏訪直頼の代官となり、信濃南朝方の主力として武蔵野合戦（小手指原の戦いや笛吹峠の戦い）、桔梗ヶ原の戦いなどで滋野一族をはじめとする南朝方軍勢の指揮を執り、信濃宮宗良親王を軍事面で支えて活躍した。
また正平15年（1360年）には紀伊国竜門山で南朝方として戦ったが、徐々に幕府方である村上氏の勢力に圧迫されはじめ、南朝が衰微すると北朝に従った。
祢津宗貞は合戦の折、代々の家宝である「橋返りの太刀」を引き抜き、常に先陣を切って戦ったと伝えられている。

## 美濃国恵那郡に土着した根津甚平是行
岐阜県恵那市大井町岡瀬沢の旧中山道沿いには、甚平坂公園があり、根津神社という小祠と宝篋印塔がある。根津甚平是行は源頼朝の御家人で、信濃国根津（根津）の領主であったが，四十歳を過ぎても子ができなかった。美濃国恵那郡の長興寺（長国寺）に子宝が授かる観音様があることを聞き、七夜に亘ってお参りをしたところ、嫡子小次郎惟清を授かった。そこで甚平は仏像を寄進した。また長国寺には甚平(神平)の乗馬の鞍とあぶみが残されており、「長国寺殿根津甚平是行居士」の戒名が位牌に書かれている。また、鞍とあぶみについては　松平定信の著書「集古十種」という本に記載されている。

## 室町期
南北朝合一後の応永7年（1400年）、信濃守護小笠原長秀と信濃国人衆が争った大塔合戦では、大文字一揆衆の大将として従五位下根津越後守遠光の名があり、大手門攻撃大将として根津越後守遠光、その他根津時貞、貞行、宗直、貞信ら一族や、桜井・別府・小田中・実田（真田氏の初見）・横尾・曲尾等の支族300騎を率いたことが『大塔物語』に記載されている。
この時の諸将の名から当時の根津氏の勢力は、真田、矢沢、横尾、曲尾方面だけでなく、佐久郡春日一帯や更級郡の一部、上田平の浦野川方面には根津支族である浦野氏や、被官の岡村氏・出浦氏を代官として送っていることなどから、かなり広範囲なものと確認することができ、現状確認の出来ている所領として祢津（東西）、新張、鞍掛、姫子沢、田中、小田中、桜井、大石、柴生田、赤岩、井子、糠地、別府、棗田、長坂、賀沢、田沢、大塚、栗林、赤石、浦野、岡、当郷、青木、馬越、塩原、田沢の28か村に加え、新張牧放牧地である烏帽子岳、湯ノ丸山裏側大笹（現在の鹿沢）や、根津氏の鷹狩場ともいわれる矢立城の西、大室山につらなる殿城山一帯に根津氏系矢沢氏を配して同地も支配した。
このことから、室町期当時の根津氏は小県郡の上記部分を中心に、支族を配した佐久群春日一帯や、更級郡の一部、また本領から北の地蔵峠を越えた上野国吾妻郡にまで影響を及ぼしていたことがわかり、また南北朝期での武蔵野合戦や桔梗が原合戦における副将や『太平記』での活躍、大塔合戦での総大将などからも、当時は事実上、滋野三家の中で軍事上は中核を担っていたものと思われる。
前述の根津越後守遠光については、1436年信濃守護小笠原政康と抗争したことが見られ、大塔合戦とは逆に政康に支城である芝生田城、別府城を落城させられた。
その後は守護小笠原氏に従属し、1440年の結城合戦では配下の実田（真田氏か）源太、源五等の配下とともに幕府方として奮戦したことが記載されている。
根津氏をはじめとする滋野一族は、その後東信濃の覇権をかけて村上氏と争った海野大乱などで、他の滋野一族とともに村上氏等に敗れ、徐々に圧迫されていった。
これにより、鎌倉期より東信濃から上野西部にわたる広大な領地も徐々に縮小されていったものと思われる。

## 戦国期
戦国時代には、天文10年（1541年）5月には甲斐国の武田信虎が村上義清・諏訪頼重と共同で滋野三家の小県郡海野平へ侵攻した（海野平の戦い）
滋野一族のうち、海野棟綱は嫡男海野幸義が討死し、真田幸綱（幸隆）、根津政直らと上野国に逃亡したが、根津元直は諏訪猶子であり神氏を理由に許され、本領安堵（ほんりょうあんど）された。
『高白斎記』によれば、根津氏の当主・根津元直は天文11年（1543年）に武田氏に臣従し、同年12月15日には元直の娘・禰津御寮人（根津元直次男、根津政直の妹）が晴信に嫁いでいる。晴信と禰津御寮人の間には武田信清が誕生している。
ちなみに政直の正室は、武田信虎の娘であることから、武田氏と根津氏は重縁関係で結ばれていたことが判明していることや、妻の父である武田信虎は、根津政直の信州高遠知行地内で根津政直の庇護の下終焉（しゅうえん）まで暮らしたことから、両家が非常に密接な関係を結んでいたことがうかがえる。
元直の嫡男・勝直は早世しており、三男の信忠は真田幸綱の妹と婚姻を結んだものの、病弱のため、潜竜斎と号して出家し、真田昌幸に招かれ岩櫃城下の根津屋敷（通称：志摩小屋）に入ったため、家督は元直死後は次男の根津政直（以降松鴎軒常安）が継いだ。
松鴎軒常安は、以降上野国方面の武田氏の勢力の拡大に真田氏とともに貢献している。
永禄10年（1567年）8月には武田家臣団が生島足島神社に起請文を提出しており、根津氏では松鴎軒常安が単独で起請文を提出し、他に根津被官として小田中氏、桜井氏、別府氏、岡氏ら被官の連名起請文が存在している。
天正3年（1575年）5月21日の長篠の戦いにおいて武田軍は織田・徳川連合軍に敗退し、松鴎軒常安の嫡男・根津月直も原隼人正配下として奮戦するものの討死した。
現在も長篠古戦場には根津月直と根津家被官の須藤豊後守、土屋助丞などの墓石が、同族真田信綱、昌輝一族などと共に並んで弔われている。
なお、松鴎軒常安自身は天正10年（1582年）3月の織田・徳川連合軍による甲州征伐の際は信濃国北部の飯山城に飯山城代として居り、上杉景勝への援軍要請に当たったため、難を逃れている。

## 分家による上野豊岡藩立藩と断絶
武田家滅亡後の天正11年（1583年）、松鴎軒常安は甥（実弟潜竜斎の子）の根津昌綱（根津信光）と行動を別にして、本家を昌綱に継がせ、自身は徳川家康に臣従した。松鴎軒常安は徳川家家臣になると「禰津」から「根津」に名字を変えている。その後は甲斐国黒沢や駿河国厚原などに350貫の所領を得るが、家康の関東移封後、上野国豊岡に5000石の所領を得た。
松鴎軒常安の家督は昌綱が継ぎ、上野国豊岡は松鴎軒常安のもう一人の甥・根津信政が継いでいる。信政は1602年に5000石の加増を受け、1万石の譜代大名として上野豊岡藩を立藩した。
古来より大族であり平安初期より続く滋野三家の中で、大名として残ったのは唯一根津氏のみであった。
その後初代藩主根津信政の嫡男・根津政次には男子が無かったため、信政次男更級庄内の根津吉直がその跡を継いだ。
しかし1626年にその吉直も若くして死去。3代で無嗣断絶となり、連なる一族は幕臣として鷹匠元締めとなったと伝わっている。

## 本家のその後
一方の本家の家督を継いだ根津昌綱（政直の甥：根津信光）は、同族の真田昌幸同様、徳川氏・北条氏・上杉氏と主君を転々と替えた。 
同時期に同族真田昌幸に小諸出陣中の留守に二度にわたり攻撃を受けるが、これを撃退した功績より昌綱は、北条氏政より本領安堵に加え、甲斐手塚1,000貫と清野一跡2,700貫の知行を与えられた。 
この二度の撃退で、昌綱は北条より東信濃の北条氏勢力として、さらに手厚い処遇を受けることとなり、さらに海野領より4,000貫の知行を北条氏政より約束された。しかし新知行地である甲斐手塚、清野が突然の北条徳川同盟成立に伴い、徳川領に確定したことを受け、北条氏を離反した。 
昌綱離反を受け、天正11年2月攻撃に来た北条氏直が小諸城から兵を退いたことを受け、弱体化した同族望月信雅を従え同城に入城し、上杉景勝に服属する旨を海津城に伝えたが、その後すぐさま上杉も離反。大須賀康高を介し徳川氏に服従し、信濃の本領および各地の知行を安堵された。その後真田昌幸が徳川氏傘下となると、これを嫌がり再び上杉景勝に属したが、最終的には天正13年7月15日、上杉景勝の説得仲裁により、同年9月5日、ついに真田昌幸に同心し禄高3,500石で家老となり重用された。またこの同心を上杉景勝より書状により賞されている。 
また昌綱は、上田合戦では合戦中に真田昌幸と囲碁をしていたといわれている。  
尚、昌綱の子息（長右衛門）は真田家次席家老小山田茂誠の娘を娶（めと）り家督を継いだ。 
子孫は松代藩の家老や目付となった。『松代藩史』では「家中で腕にもっとも覚えあり」と記載されている。 
また、支藩の沼田藩でも1500石の家老を務めた。 
沼田藩では藩の重税に反対し、筆頭家老でありながらその他の藩士らとともに脱藩をしたといわれている。